# Kullings-Skövde distrikt
Kullings-Skövde distrikt är ett distrikt i Vårgårda kommun och Västra Götalands län. 
Distriktet ligger i och omkring Vårgårda.

## Tidigare administrativ tillhörighet
Distriktet inrättades 2016 och utgörs av socknarna Kullings-Skövde och Tumberg i Vårgårda kommun.
Området motsvarar den omfattning Kullings-Skövde församling hade 1999/2000 och fick 1989 när socknarnas församlingar slogs samman.